# Nymphargus pluvialis
Espèce
Synonymes
- Centrolenella pluvialis Cannatella & Duellman, 1982
- Cochranella pluvialis (Cannatella & Duellman, 1982)

Statut de conservation UICN

 DD  : Données insuffisantes
Nymphargus pluvialis est une espèce d'amphibiens de la famille des Centrolenidae.

## Répartition
Cette espèce se rencontre de 1 820 à 2 000 m d'altitude dans la cordillère Orientale
- au Pérou dans la province de La Convención dans la région de Cuzco,
- en Bolivie dans la province de Nor Yungas dans le Département de La Paz.

## Publication originale
- Cannatella & Duellman, 1982 : Two new species of Centrolenella, with a brief review of the genus in Perú and Bolivia. Herpetologica, vol. 38, no 3, p. 380-388.